# Reino de Noruega (872-1397)
Los términos Imperio, Dominio (nórdico antiguo: Norégveldi, bokmål: Norgesveldet, nynorsk: Noregsveldet) y Reino Antiguo de Noruega se refieren al período de máximo poder de Noruega, después de una larga era de guerras civiles y la unificación de los pequeños reinos noruegos en 872, hasta la formación de la Unión de Kalmar con Dinamarca y Suecia en 1397. Este período corresponde a una transición del poder ejercido por líderes de clanes militarizados a un poder legitimado e institucionalizado por la ley.
El reino fue una nación vagamente unificada que incluía el territorio de la actual Noruega, el actual territorio sueco de Jämtland, Härjedalen, Ranrike e Idre y Särna, así como las posesiones de Noruega en el extranjero que habían sido colonizadas por marinos durante siglos antes de ser anexadas o incorporadas al reino como "territorios fiscales". Al norte, Noruega también limitaba con extensos territorios fiscales en el continente. Noruega, cuyo expansionismo comenzó desde la fundación misma del reino en 872, alcanzó la cima de su poder entre los años 1240 y 1319.
Noruega alcanzó durante este período el apogeo de su poder, controlando las islas Feroe, Groenlandia y parte de las islas británicas, así como Islandia desde 1262.

## Historia

### Desde el período vikingo hasta la unificación (872-1066)

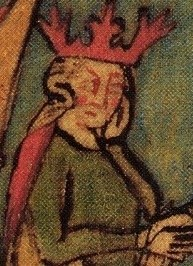
Harald I es considerado el primero en haber unificado Noruega, al final del.

A partir de 995, los reyes de Noruega mantuvieron una intensa actividad misionera de cristianización apoyando una política continua de unificación de los diferentes reinos y clanes del país, con el fin de sacar a relucir el principio de una única realeza cristiana en un contexto de competencia por desde el siglo XI con la realeza danesa que intentaba establecer su supremacía comercial en el Báltico. Esta lucha llevó a Harald Hardrada a aprovechar la oportunidad de reclamar el trono de Inglaterra tras la muerte de Eduardo el Confesor en 1066. El desembarco de la flota noruega resultó en la derrota de Stamford Bridge y la muerte del rey Harald.

### Consolidación del reino (1066-1130)
El reino de Noruega continuó una intensa actividad en el exterior participando desde 1107 en el movimiento de las cruzadas. Sigurd I dirigió la Cruzada noruega (1107-1110). Los cruzados ganaron batallas en Lisboa y las islas Baleares. En el sitio de Sidón lucharon junto a Balduino I y Ordelafo Faliero, y el sitio resultó en una expansión del Reino de Jerusalén.
Leif Erikson, un islandés de origen noruego y hirdman oficial del rey Olaf I de Noruega, exploró América 500 años antes que Cristóbal Colón. Adán de Bremen escribió sobre las nuevas tierras en "Gesta Hammaburgensis ecclesiae pontificum" (1076) cuando se reunió con Svend I de Dinamarca, pero ninguna otra fuente indica que este conocimiento llegara más lejos en Europa que Bremen, Alemania.

### Rivalidades en torno al poder real (1130-1240)
El último gobernante del linaje de Harald I Fairhair fue Sigurd I, que reinó desde 1103 hasta su muerte en 1130. Entre sus sucesores fue el más notable Sverre, rey de 1184 a 1202. Un estadista altamente calificado, estableció una poderosa monarquía y debilitó el poder del clero y la nobleza. Durante el reinado de Haakon Haakonsson de 1217 a 1263, Noruega alcanzó el apogeo de su poder económico, político y cultural en la Edad Media.
El Reino de Noruega fue el segundo país europeo después de Inglaterra en hacer cumplir un código de derecho unificado que se aplicará a todo el país, llamado "Magnus Lagabøtes landslov" (1274).
El poder secular estaba en su punto más fuerte al final del reinado del rey Haakon Haakonsson en 1263. Un elemento importante del período fue la supremacía eclesiástica de la archidiócesis de Nidaros desde 1152. No hay fuentes confiables de cuándo Jämtland fue colocado bajo el arzobispo de Upsala. Upsala se estableció más tarde y fue la tercera diócesis metropolitana de Escandinavia después de Lund y Nidaros. La iglesia participó en un proceso político antes y durante la Unión de Kalmar que tenía como objetivo establecer una posición sueca en Jämtland. Esta zona había sido una zona fronteriza en relación con el reino sueco, y probablemente en algún tipo de alianza con Trøndelag, al igual que con Hålogaland.

### Estabilización de poder y clímax (1240-1319)
Islandia fue anexada al reino en 1262 después de la Era de los Sturlung y la autoridad real se vio reforzada por Haakon y su hijo, Magnus VI Lagaböte. La aristocracia terrateniente fue debilitada por Haakon V (1270-1319). Las antiguas familias nobles declinaron gradualmente y Noruega se convirtió principalmente en una nación de campesinos. La Liga Hanseática secuestró el comercio en el Mar del Norte y controló toda la economía de la región.
En 1319, a la muerte de Haakon V que no tenía heredero varón, el reino fue entregado a Magnus IV de Suecia, reemplazado en 1343 por su hijo Haakon VI.

### De las crisis a la formación de la Unión de Kalmar (1319-1397)
Durante la guerra danesa-hanseática, Noruega se alineó con ambos bandos según qué etapa de la guerra. En la primera (1361-1365) estaba alineada con la Liga Hanseática después de que en 1962 un enviado noruego participara en la cumbre de Greifswald que dio lugar a la batalla de Helsingborg. Los hanseáticos se aseguraron el apoyo noruego que, sin embargo, nunca llego a materializarse. En el período de tregua, Noruega, por motivos estratégicos y dinásticos, pasó a ser aliada de Valdemar IV de Dinamarca y de la casa sueca de Bjälbo. En 1365, un ejército de noruegos y lealistas suecos intentó recuperar la corona sueca de Alberto de Mecklemburgo, pero fueron derrotados por los hanseáticos en la batalla de Enköping, y Magnus Eriksson hecho prisionero de Alberto. En la segunda etapa del conflicto, el bloqueo hanseático de los puertos del sur de Noruega llevarían al rey Haakon VI, ahora aliado de Valdemar, a retirarse de la guerra. En el tratado de Stralsund, Haakon tendría que renunciar el control de la totalidad del territorio en torno al Skagerrak.
Luego fue el turno, en 1380, de su hijo, Oluf II de Dinamarca, rey de Dinamarca, quien se convirtió en Olaf IV de Noruega. Pero el joven rey solo ejerció un poder de fachada porque el poder real lo tenía su madre, Margarita I Valdemarsdotter. Murió antes que ella y esta se convirtió en soberana de Noruega y Dinamarca, luego de Suecia en 1389. Para obtener el apoyo de los alemanes contra los duques de Mecklemburgo que pretendían ocupar el trono sueco, Margarita nombró rey elegido su sobrino nieto, Erico de Pomerania.